# CIDECI
Das Centro indígena de Capacitación Integral (CideCI; deutsch: „Indigenes Zentrum zur integralen Ausbildung“) ist eine gemeinnützige Organisation mit Sitz in San Cristóbal de las Casas in Chiapas (Mexiko).

## Geschichte
Die Institution wurde im Jahr 1989 als „CIDECI Las Casas“ gegründete. Der Zusatz „las Casas“ stammt von einem Bischof aus Chiapas, der Bartolomé de Las Casas, der 1502 nach Südamerika kam und von dem es heißt, dass er der indigenen Bevölkerung mit Respekt begegnete und sie gegenüber der spanischen Krone unterstützte. Das CideCI widmet sich vor allem der Ausbildung von einheimischen Jugendlichen aus den umliegenden Gemeinden, die zu den marginalisiertesten von ganz Mexiko gehören. Auf diese Weise soll die Autonomie der örtlichen Mayakulturen gefördert werden. Es bietet auf einer Fläche von rund 20 Hektar Ausbildungsstätten für unterschiedliche Berufe an. Die Dauer der Ausbildungsdauer ist dabei an die Bedürfnisse der Auszubildenden angepasst. Sie variiert zwischen drei Monaten und eineinhalb Jahre und ist auf die praktischen und kulturellen Notwendigkeiten der Gemeinden ausgerichtet. Die Auszubildenden können dabei für kürzere, sich wiederholende Abschnitte in das Zentrum kommen und beispielsweise während der Erntezeit fortbleiben oder über mehrere Monate verweilen, um ihren Abschluss zu machen.

## Lernumfeld und Schulungsangebote
Im CideCI werden Workshops und Kurse angeboten, die auf unterschiedliche handwerkliche Bereiche ausgerichtet sind. Dabei steht das freie und selbstständige Lernen im Vordergrund. Es ist Teil der „Universidad de la Tierra“ in Chiapas. Im Institut befinden sich mehrere Werkstätten, Unterrichts- und Veranstaltungsräume, Büros, Küchen, Bibliotheken oder Musikzimmer. Die Schlafräume befinden sich in hölzernen Häusern, die teilweise auf Pfeilern stehen. Neben Gewächshäusern und Kompostierungsanlagen gibt es Gemüse- und Kräuterbeete, Ställe für die Tierhaltung sowie eine eigene Imkerei. Diese Einrichtungen dienen sowohl der Eigenversorgung als auch der Ausbildung, in der die Lehrinhalte in der Praxis angewendet werden können. Angeboten werden beispielsweise nachhaltiger Landbau-, Forstkurse und Tierzucht, Tischler-, Spengler-, Mechaniker- und Lederverarbeitungskurse. Speziell für die jungen Frauen gibt es Web- oder Friseurkurse. Die Jugendlichen sind zwischen 12 und 25 Jahre alt. Im Schnitt wird die Institution von rund 800 bis 900 Teilnehmern jährlich aufgesucht.